# Пыя
Пыя (в верховьях — Большая Пыя) — река на севере России, протекает в Мезенском городском поселении Мезенского района Архангельской области. Длина реки составляет 70 км.
Начинается в елово-сосновом лесу между озёрами Пыйское 1-е и Пыйское 2-е, при слиянии на высоте 45,1 метра над уровнем моря вытекающих из них ручьёв. Течёт по лесу, окружённому болотами, на северо-запад. Между устьями Солдатской Виски и Берёзового сворачивает на юго-запад, затем возвращается к прежнему направлению. Ширина реки в этом месте — 5 метров, глубина — 0,5 метра. В дальнейшем течёт по болотистой местности. Устье реки находится в 22 км по правому берегу реки Мезень у заброшенной деревни Пыя. Ширина Пыи в низовьях — 18 метров, глубина — 1 м. До революции на реке существовало несколько пристаней.

## Притоки
- 23 км: Хлупин[4] (лв)
- 28 км: Полуночная[4] (пр)
- 34 км: Первая Пыя[4] (лв)
- 44 км: Берёзовый[4] (лв)
- Солдатская Виска[4] (пр)

## Данные водного реестра
По данным государственного водного реестра России относится к Двинско-Печорскому бассейновому округу, водохозяйственный участок реки — Мезень от водомерного поста деревни Малонисогорская и до устья. Речной бассейн реки — Мезень.
Код объекта в государственном водном реестре — 03030000212103000050749.